# Sindromul Simpson–Golabi–Behmel
Sindromul Simpson-Golabi-Behmel (SGBS) este o afecțiune congenitală moștenită rară, care poate provoca anomalii cranio-faciale, scheletice, vasculare, cardiace și renale. Există o prevalență ridicată a cancerului asociat la cei cu SGBS, care include tumori Wilms, neuroblastoame, tumori ale glandei suprarenale, ficatului, plămânilor și organelor abdominale. Sindromul este moștenit în mod recesiv legat de X. Femeile care posedă o copie a mutației sunt considerate purtătoare ale sindromului, dar pot exprima totuși diferite grade ale fenotipului, suferind o boală ușoară până la severă. Bărbații se confruntă cu o probabilitate mai mare de moarte fetală.